# دن لوئیس
دن لوئیس (انگلیسی: Dan Lewis؛ ۱۱ دسامبر ۱۹۰۲ – ۱۹۶۵ (۶۲−۶۳ سال)) بازیکن فوتبال اهل بریتانیا بود.
از باشگاه‌هایی که در آن بازی کرده‌است می‌توان به باشگاه فوتبال آرسنال، باشگاه فوتبال گیلینگام، باشگاه فوتبال لیتون اورینت اشاره کرد.
وی همچنین در تیم ملی فوتبال ولز بازی کرده‌است.